# Bridgewater Associates
Bridgewater Associates è una società americana di gestione degli investimenti fondata da Ray Dalio nel 1975. L'azienda serve clienti istituzionali tra cui fondi pensione, fondazioni, governi stranieri e banche centrali.
Utilizza uno stile di investimento macro globale basato su tendenze economiche come inflazione, tassi di cambio delle valute e prodotto interno lordo degli Stati Uniti.
Bridgewater Associates ha iniziato come servizio di consulenza in materia di investimenti istituzionali e ha aperto la strada all'approccio di investimento a parità di rischio (risk parity) nel 1996.
Nel 1981, la società ha trasferito la sua sede da New York a Westport, nel Connecticut, e nel 2019 impiega 1.500 dipendenti.
A marzo 2021, aveva circa 140 miliardi di dollari di asset in gestione. Ciò lo rende il più grande hedge fund al mondo.

## Storia
Bridgewater Associates è stata fondata da Ray Dalio nel 1975 da un ufficio nel suo appartamento di Manhattan. All'epoca l'attività consisteva esclusivamente nella consulenza alla clientela corporate e nella gestione dei rischi valutari e di tasso di interesse nazionali e internazionali.  L'azienda ha successivamente cambiato strategia e ha iniziato a vendere consulenza economica a governi e società come Nabisco e McDonald's.
La società iniziò a pubblicare un rapporto di ricerca sugli abbonamenti a pagamento chiamato Daily Observations che ispirò McDonald's Corp. e il suo principale fornitore a diventare clienti all'inizio degli anni '80.  Un altro cliente era Banks of Mid-America e il suo direttore del dipartimento di tesoreria, Bob Prince, si è poi unito a Bridgewater Associates come co-CIO.  Nel 1981, l'azienda trasferì i suoi uffici da New York City al Connecticut.

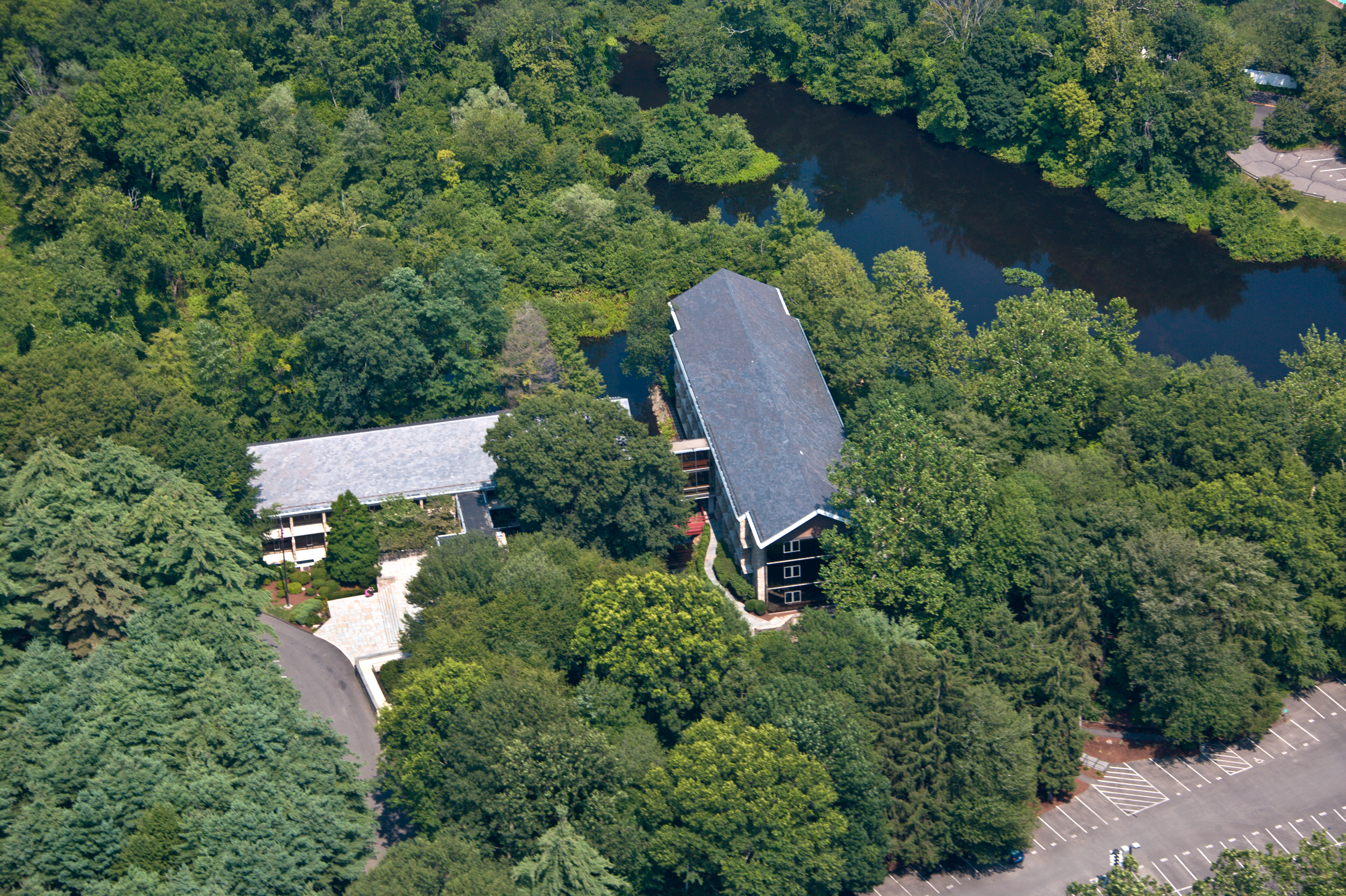
Vista aerea del campus di Bridgewater Associates a Westport, Connecticut

Il primo conto della società è stato finanziato da un investimento a reddito fisso di 5 milioni di dollari USA tramite Hilda Ochoa-Brillembourg della Banca Mondiale nel 1987. A metà degli anni '80, l'azienda ha cambiato il proprio focus aziendale dalla gestione di valute e tassi di interesse alle obbligazioni globali e valute per investitori istituzionali. In qualità di consulente a reddito fisso e valutario per clienti istituzionali, la società si è guadagnata la reputazione di commerciante di valute e sviluppatore di tecniche per la sovrapposizione delle valute. Nel 1990 ha lanciato un portafoglio di hedge fund utilizzando i fondi di Kodak e Loews Corporation.